# محوطه بهرام بگ (۲)
محوطه بهرام بگ (۲) در شهرستان گیلانغرب، بخش گواور، دهستان گواور، جنوب و جنوب غربی روستای بهرام بگ واقع شده و این اثر در تاریخ ۲۷ اسفند ۱۳۸۶ با شمارهٔ ثبت ۲۲۳۵۵ به‌عنوان یکی از آثار ملی ایران به ثبت رسیده است.